# Vasco Fernandes Coutinho Filho
Vasco Fernandes Coutinho Filho o bien Vasco Fernández Coutiño el Hijo o Vasco V Fernandes Coutinho (Reino de Portugal, ca. 1530–Vila Velha, capitanía del Espíritu Santo, Brasil, 5 de mayo de 1589) era un fidalgo real y conquistador portugués que fuera un hijo natural legitimado por su padre Vasco Fernandes Coutinho y que heredó en vida de este en 1560 el territorio de su propiedad bajo la soberanía portuguesa de un feudo hereditario sudamericano con el título de capitán donatario o bien como segundo gobernador donatario del Espíritu Santo, y una vez fallecido su progenitor, consiguió del rey Sebastián I de Portugal la confirmación de la propiedad territorial en 1571.

## Biografía hasta la confirmación real

### Origen familiar y primeros años
Vasco V Fernandes Coutinho había nacido hacia 1530 en alguna parte del Reino de Portugal, siendo un hijo natural fruto de la relación extramatrimonial del primer capitán donatario Vasco IV Fernandes Coutinho  con Ana Vaz de Almada (Portugal, ca. 1514-después de 1588), una noble portuguesa que lo acompañó a Sudamérica.
Su abuelo paterno era el fidalgo Jorge de Melo "el Larguirucho", señor de Pavia, y su noble esposa Blanca Coutinho cuyo padre era el alcaide mayor Vasco III Fernandes Coutinho, IV señor de Celorico de Basto y de otros feudos.

### Donatario provisorio y su gobernador interino
Las disputas entre los colonos portugueses, los conflictos entre estos y los aborígenes, y las amenazas francesas llevaron al primer capitán donatario Vasco Fernandes Coutinho "Velho" a desistir del emprendimiento colonizador y el 3 de agosto de 1560 fue aceptada su renuncia por el oidor de la capitanía. Por lo tanto, su padre le cedió en vida la propiedad del territorio, luego de legitimarlo, con el cargo de segundo capitán donatario del Espíritu Santo para que no remitiese la propiedad a la Corona portuguesa.

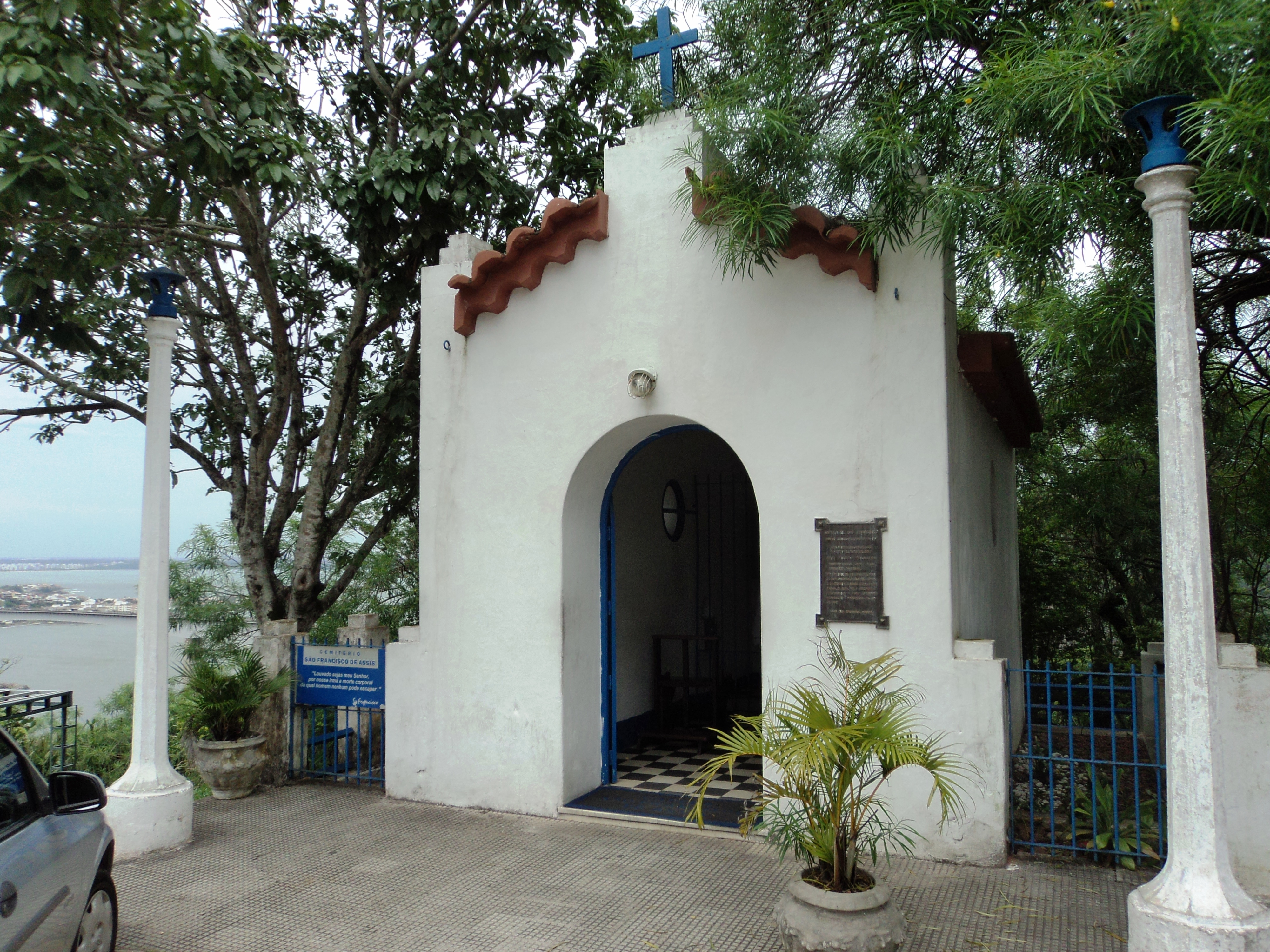
La capilla de São Francisco (en el actual Convento de Penha de Vila Velha).

Mientras tanto, el misionero jesuita hispano-canario José de Anchieta en el año 1561, bajo las órdenes del superior jesuita portugués Manuel de Nóbrega, fundó la «aldea Reritiba» en el territorio bajo la jurisdicción de Coutinho "el Hijo", para conseguir la catequesis de los aborígenes. Luego de fallecer el progenitor y por ser un hijo natural legitimado, Vasco debió esperar el fallo del pleito legal que emprendió su tía paterna Antonia de Villena, en noviembre del mismo año, además de necesitar la confirmación real.
El gobernador general Mem de Sá nombró el 16 de noviembre de 1561 como primer gobernador interino del Espíritu Santo al lugarteniente Belchior de Azevedo, hasta que retornase el heredero. Durante la administración interina de Azevedo, el hermano lego franciscano Pedro Palácios construyó en 1562 la capilla de São Francisco de Assis en un peñasco de Vila Velha, y en el año 1563, los jesuitas Anchieta y Nóbrega se unieron para lograr la pacificación de los indígenas que habían conformado la confederación de los tamoios.
Una vez que consiguieron sus objetivos acordaron la Paz de Iperoig, el primer tratado de paz firmado en América, por la cual los aborígenes retiraron su apoyo a los invasores franceses de la bahía de Guanabara, que habían fundado la Francia Antártica hacía ocho años, pero a cambio los colonos portugueses tuvieron que liberar a todos los amerindios que tenían esclavizados y Nóbrega advirtió a los aborígenes que si traicionaban dicho tratado, serían arrasados.

## Capitán donatario del Espíritu Santo
En enero de 1564, Vasco Fernandes Coutinho el Hijo volvió a tomar posesión del territorio, ya que tuvo una sentencia favorable al ser un hijo legitimado, pero la confirmación real llegaría más tarde. El gobernador general Mem de Sá, influenciado por los dos sacerdotes jesuitas Anchieta y Nóbrega, ordenó a su sobrino Estácio de Sá para que destruyera la Francia Antártica, por lo que el 1 de marzo de 1565 fundó la ciudad de São Sebastião do Rio de Janeiro.

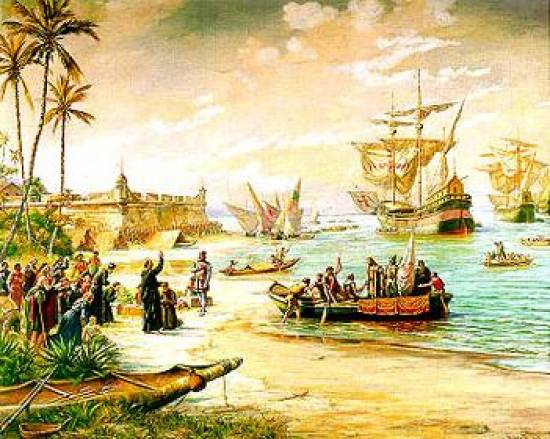
Partida de Estácio de Sá, mostrando al padre Manuel de Nóbrega bendiciendo la escuadra que iría a combatir a los franceses (por Benedito Calixto).

Como el territorio de la bahía de Guanabara hasta el valle del Macaé revirtió a la Corona lusitana, el cual formara parte de la abandonada capitanía de Santo Tomé (el territorio restante sería anexado a Río de Janeiro en 1619), se convirtió en el primer gobernador de la «Capitanía Real de Río de Janeiro», transformándose en la base de operaciones portuguesas contra los franceses, cuya expulsión definitiva fue conseguida el 20 de enero de 1567 con la ayuda de tropas del gobierno general y de las vecinas capitanías del Espíritu Santo —que envió a los aborígenes temiminós comandados por Araribóia— y de São Vicente, por lo que pudieron derrotar a los invasores después de las batallas del Fuerte Coligny, de Uruçu-Mirim y de la Isla de Paranapuã.
Estácio de Sá falleció un mes después por un flechazo en un ojo, el cacique Araribóia recibió como recompensa unas tierras en la zona de la bahía de Guanabara de Río de Janeiro, en donde fundó la «villa de São Lourenço» (la actual Niteroi), y el 5 de septiembre de 1567, el gobernador general donó a su sobrino Salvador Correia de Sá más de la mitad de la isla de Paranapuã y en 1568 ocuparía el cargo de gobernador de la capitanía de Río de Janeiro (hasta 1572).

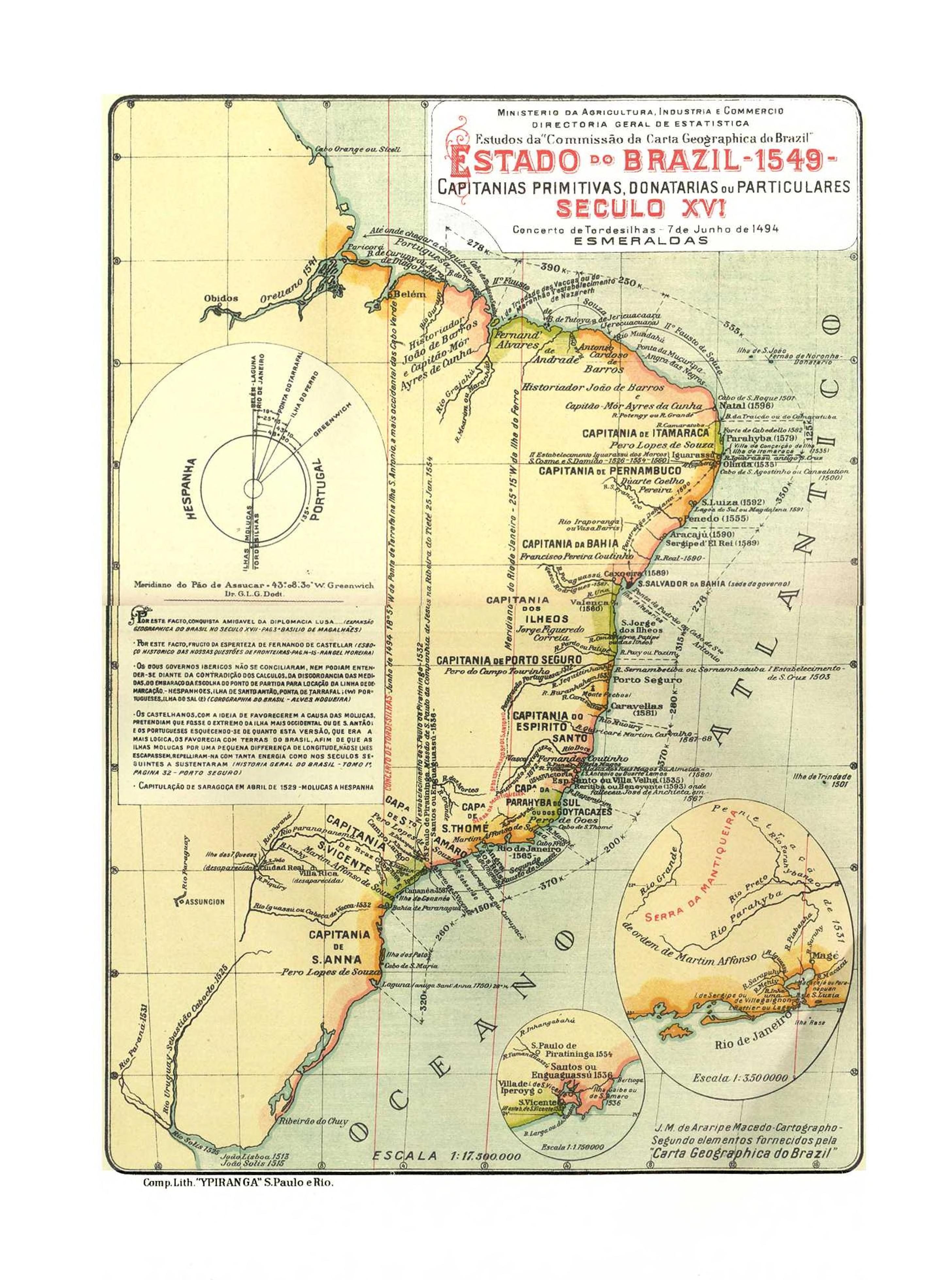
El Gobierno General del Brasil en 1549.

La confirmación regia de Sebastián I de Portugal con respecto a la sucesión de la capitanía del Espíritu Santo llegó en el año 1571, por lo cual Vasco V Fernandes Coutinho tuvo que viajar a Europa para realizar trámites legales. En 1572 el soberano portugués dividió al Estado del Brasil bajo el mando de Luis Brito e Almeida en el Gobierno del Norte con sede en Salvador y bajo el mando de Antônio Salema en el Gobierno del Sur con sede en Río de Janeiro, en la cual quedaría bajo su jurisdicción la capitanía capixaba, y Vasco antes de regresar al Espíritu Santo, realizó un testamento en Lisboa el 4 de abril de 1573, con un aditivo del 19 del corriente, por lo cual dichas últimas voluntades anulaban otro más antiguo, y de esta forma pudo afianzar el poder en su territorio y asegurarlo en su familia.
En 1575, el capitán donatario apoyó nuevamente a la vecina capitanía para expulsar definitivamente a los franceses del cabo Frío, surgiendo así la guerra homónima, en la cual los portugueses salieron triunfantes. Nuevamente se volvió a unificar el Estado del Brasil en 1578 bajo el gobernador general Lourenço da Veiga.
Consecuentemente a la muerte sin descendientes del rey Sebastián I en la batalla de Alcazarquivir y de su sucesor, el cardenal Enrique I que era su tío abuelo, provocó una crisis de sucesión en 1580 y por ello Felipe de Habsburgo, rey de España, por sus derechos sucesorios mandó invadir el país y ascendió al trono portugués.
Dicho acontecimiento dio lugar a una revolución liderada por Antonio de Portugal el Determinado, prior de Crato que era nieto de Manuel I, y que llegó a proclamarse rey pero al librarse la batalla de Alcántara el 25 de agosto del 1580|mismo año]], en donde salió victorioso el ejército español comandado por Fernando Álvarez de Toledo y Pimentel, III duque de Alba, Felipe II terminó siendo reconocido como soberano en las Cortes de Tomar de 1581 y el pretendiente Antonio de Portugal gobernó en la isla Terceira de las Azores hasta que volvió a ser derrotado en la batalla homónima el 26 de julio de 1582.
En cuanto al sacerdote Anchieta, se mudaría definitivamente a la aldea jesuítica de Reritiba en 1587 (hasta su deceso el 9 de junio de 1597).

### Fallecimiento de Coutinho

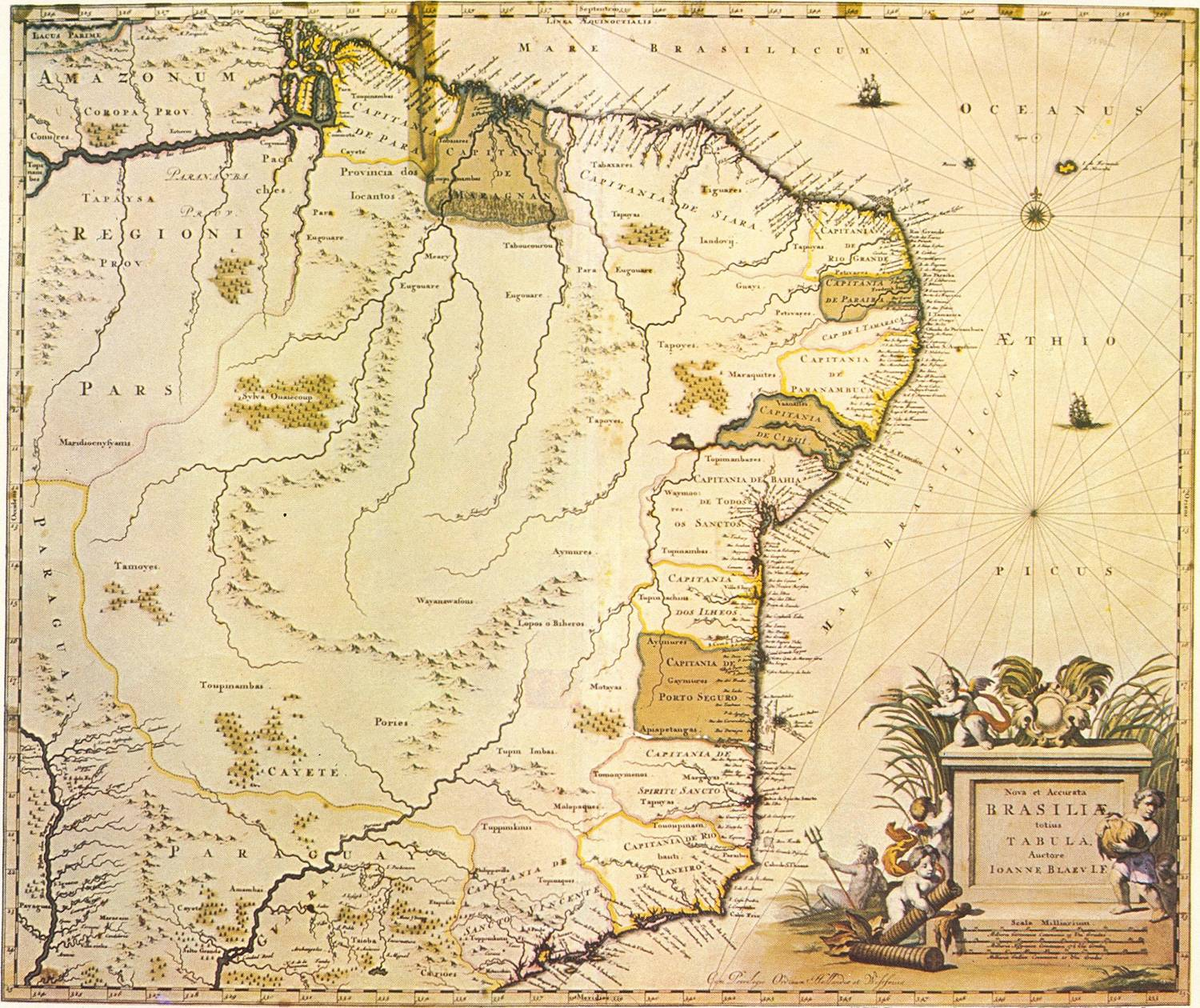
Las capitanías del Estado de Brasil, en donde figura la del Espíritu Santo (en mapa de Joan Blaeu, de 1640).

Coutinho Filho testó en Vitória el 5 de mayo de 1588, en el cual expresó que le dejaba una renta anual a su madre Ana Vaz de Almada que todavía seguía con vida, anulando el penúltimo testamento que hizo en Lisboa en 1573.
Finalmente el segundo capitán donatario Vasco Fernandes Coutinho fallecería el 5 de mayo de 1589. en la casa que tenía en la playa de la costa —actual barrio Praia da Costa— de Vila Velha de la capitanía del Espíritu Santo, que formaba parte del Gobierno General del Brasil.

### La donataria Grimaldi y los pleitos judiciales
Con su viuda Luisa Grimaldi no tuvo sucesores, por lo cual ella heredó de su marido el gobierno de la capitanía del Espíritu Santo, obteniendo la confirmación real para evitar problemas entre los hijos ilegítimos y los parientes de Portugal. De esta forma Grimaldi nombró como su lugarteniente o capitán mayor adjunto a su cuñado Miguel Antonio de Azeredo —que se había amancebado con Luisa Correia, hija ilegítima de Pedro Álvares Correia y Antonia de Abreu, y por tanto, medio hermana paterna de Luisa Grimaldi— y al mismo tiempo concuñado, por ser un hermano del capitán Marcos de Azeredo que estaba casado con María de Melo Coutinho.
El 1 de diciembre de 1592 se inició el pleito legal por la sucesión del territorio, trayendo como consecuencia que Grimaldi delegara el mando a principios de 1593 a su capitán mayor Miguel de Azeredo, para partir a Portugal, en donde hizo el testamento el 15 de julio de 1596, y que bajo el mote de sor Luiza das Chagas en 1598 se recluyera en el actualmente desaparecido convento dominicano de Nuestra Señora del Paraíso de la ciudad de Évora, en donde terminaría sus días tres décadas más tarde, por lo cual su lugarteniente sería nombrado segundo gobernador interino del Espíritu Santo.

## Sucesión territorial de los Coutinho y los interinatos
El fallo legal se dictó definitivamente en 1605 a favor de su sobrino segundo Francisco de Aguiar Coutinho —un hijo de Ambrósio de Aguiar Coutinho y de su esposa Joana da Silva, y nieto de Antónia de Vilhena y de Pedro Afonso de Aguiar o Raposo, su marido— y quien fuera suplantado por Miguel de Azeredo que permaneció en el segundo gobierno interino del territorio por otros quince años más, sumando un total de 22 años en el poder, hasta que Aguiar Coutinho tomara posesión del cargo de cuarto gobernador donatario de la Capitanía del Espíritu Santo recién el 15 de julio de 1620.

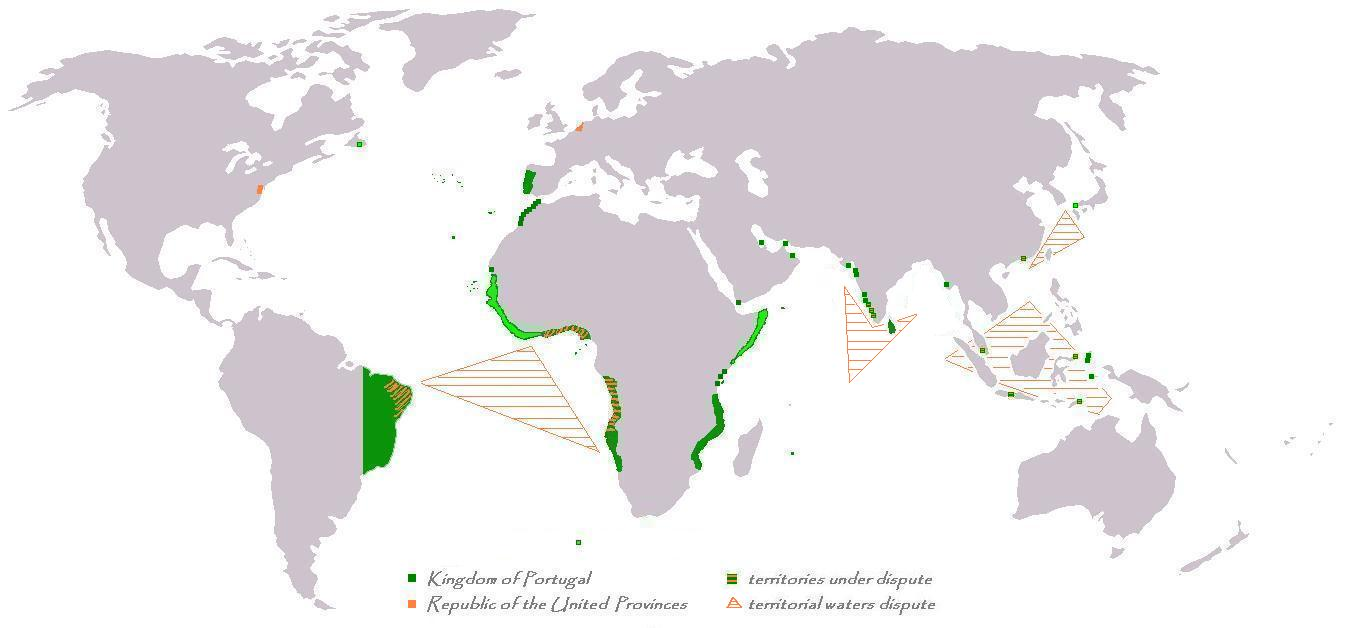
Áreas en litigio durante la guerra luso-neerlandesa desde 1602 hasta 1654.

Durante el gobierno de Aguiar Coutinho, en el contexto de la guerra luso-neerlandesa que permitiría el surgimiento de un nuevo imperio colonial, surgieron las primeras invasiones de Brasil por la armada de la Compañía Neerlandesa de las Indias Occidentales. Desde el 10 al 18 de marzo de 1625 le tocó al donatario Francisco de Aguiar Coutinho repeler con éxito la investida de ocho navíos enemigos comandados por el vicealmirante Piet Hein.
En consecuencia, una poderosa armada luso-hispana de 52 navíos al mando de Fadrique Álvarez de Toledo y Osorio, I marqués de Villanueva de Valdueza, derrotó y expulsó a los invasores neerlandeses de Salvador de Bahía el 1 de mayo de 1625, cuyo acontecimiento pasaría a ser conocido como la Jornada del Brasil. Al morir dicho donatario en 1627 lo heredó su hijo Ambrósio de Aguiar Coutinho que pasó a ser el quinto gobernador donatario pero de forma nominal ya que sería nombrado para el cargo de tercer gobernador interino al capitán João Dias Guedes.

El Brasil neerlandés desde 1630 hasta 1654.

La gestión del gobernador interino Díaz Guedes se caracterizó por la gran actividad bélica, ya que combatió a las segundas invasiones neerlandesas, que en 1630 ocuparon la Capitanía de Pernambuco y en 1634 se anexaron las capitanías de Paraíba y de Río Grande do Norte. Al afianzarse el poder neerlandés en el nordeste y constituirse el gobierno general de la Nueva Holanda, pasó a ser administrado desde el 28 de enero de 1637 por el conde Juan Mauricio de Nassau.
El conde Nassau terminó por ocupar en el citado año la Capitanía de Ceará y el 27 de octubre de 1640 enviaron a la del Espíritu Santo siete navíos comandados por el coronel Johann von Koin, que desembarcaron unos cuatrocientos hombres en el territorio capixaba hasta que fueran frenados en Vitória el 28 de octubre del mismo año y finalmente fueran repelidos el 13 de noviembre por las fuerzas del capitán mayor Guedes. Al año siguiente los neerlandeses ocupaban la Capitanía del Maranhão.
Al fallecer Ambrósio sin descendientes lo heredó su tío político Antônio Gonçalves da Câmara como el sexto donatario, ya que estaba casado con María de Castro Aguiar Coutinho —o bien María da Silva Aguiar Coutinho, que era hermana del cuarto donatario Francisco de Aguiar Coutinho, y por ende, sobrina segunda de Vasco Fernandes Coutinho el Hijo— pero lo ejerció de manera nominal ya que seguía gobernando de forma interina el capitán Díaz Guedes. El donatario Antônio da Câmara fue sucedido por su hijo Ambrósio de Aguiar da Câmara Coutinho como el séptimo donatario el 5 de julio de 1643 que se había casado el 7 de marzo de 1638 con Felipa de Meneses.
Ambrósio el sobrino también lo ejerció de forma nominal a través de sus capitanes mayores como gobernadores interinos —Antônio do Couto d'Almeida desde 1643, quien fuera voluntario contra las invasiones neerlandesas, y Manuel de Almeida desde 1650, que dio la orden a João Ferrão de Castelo Branco de construir un fortín que más tarde daría origen al fuerte São João de la isla de Santo Antonio— y le sucedió también su hijo hacia 1652, aunque por ser menor de edad ejerció la tutoría su madre Felipa que nombró como capitán mayor a José Gomes de Oliveira, el cual como sexto gobernador interino enfrentó nuevas epidemias, mejoró las fortificaciones y protagonizó varias luchas, entre las cuales tuvo que enfrentar la última invasión neerlandesa de 1653, que gracias a los cuarenta soldados de infantería enviados por el gobierno regular del Brasil a Vitória, pudo vencerlos.
Una vez que el sobrino nieto segundo de Vasco V Fernandes Coutinho llamado Antônio Luís Gonçalves da Câmara Coutinho (Portugal, 1638-Bahia, 1702) cumpliera la mayoría de edad en 1658, Oliveira seguiría como gobernador interino y Antônio recién tomó posesión del territorio feudal como octavo gobernador donatario de la Capitanía del Espíritu Santo el 7 de junio de 1671, siendo el último del linaje en la misma, y obtuvo la confirmación real el 6 de julio de 1674. Finalmente le vendió el 18 de marzo de 1675 el título y la propiedad de la capitanía a Francisco Gil de Araújo, el cual había obtenido la autorización de compra del territorio capixaba el 5 de mayo de 1674 y de esta forma se convertiría en el noveno gobernador donatario.

## Matrimonio y descendencia
El fidalgo real y segundo capitán donatario Vasco V Fernandes Coutinho el Hijo se unió en matrimonio solo una vez y tuvo dos relaciones extramatrimoniales documentadas: 

Blasón de la Casa de Grimaldi.

1) - Se casó por única vez con Luisa Grimaldi Correia la Capitana —en portugués: Luiza Grinalda "a Capitoa"— (Portugal, ca. 1541-Évora, Portugal, después de 1626), una hija de Pedro Álvares Correia (n. ca. 1505), capitán mayor de Arcila, y de Catalina Grimaldi (¿Niza?, 1510-1565) y por ende, nieta materna de Honorato I Grimaldi (1470-Villars-sur-Var, 21 de diciembre de 1537), barón de Beuil, que fuera un tío abuelo lejano de su homónimo Honorato I de Mónaco, IX señor de Mónaco de 1532 a 1581 —el cual estaba bajo protectorado español desde 1524 hasta 1612— además de nieta paterna de Juana de Eça, bisnieta del conde Simón Correia, y por lo tanto, descendiente de Fernando de Portugal, señor de Eza. Pero de este enlace del segundo capitán donatario Vasco Fernandes Coutinho con Luisa Grimaldi no hubo descendientes.
2) - Con su concubina Juana Carvalho —o bien, Joana de Carvalho— (n. ¿islas Azores?, 1535) tuvo por lo menos tres hijos ilegítimos:
- Vasco Fernandes Coutinho (n. ca. 1561).

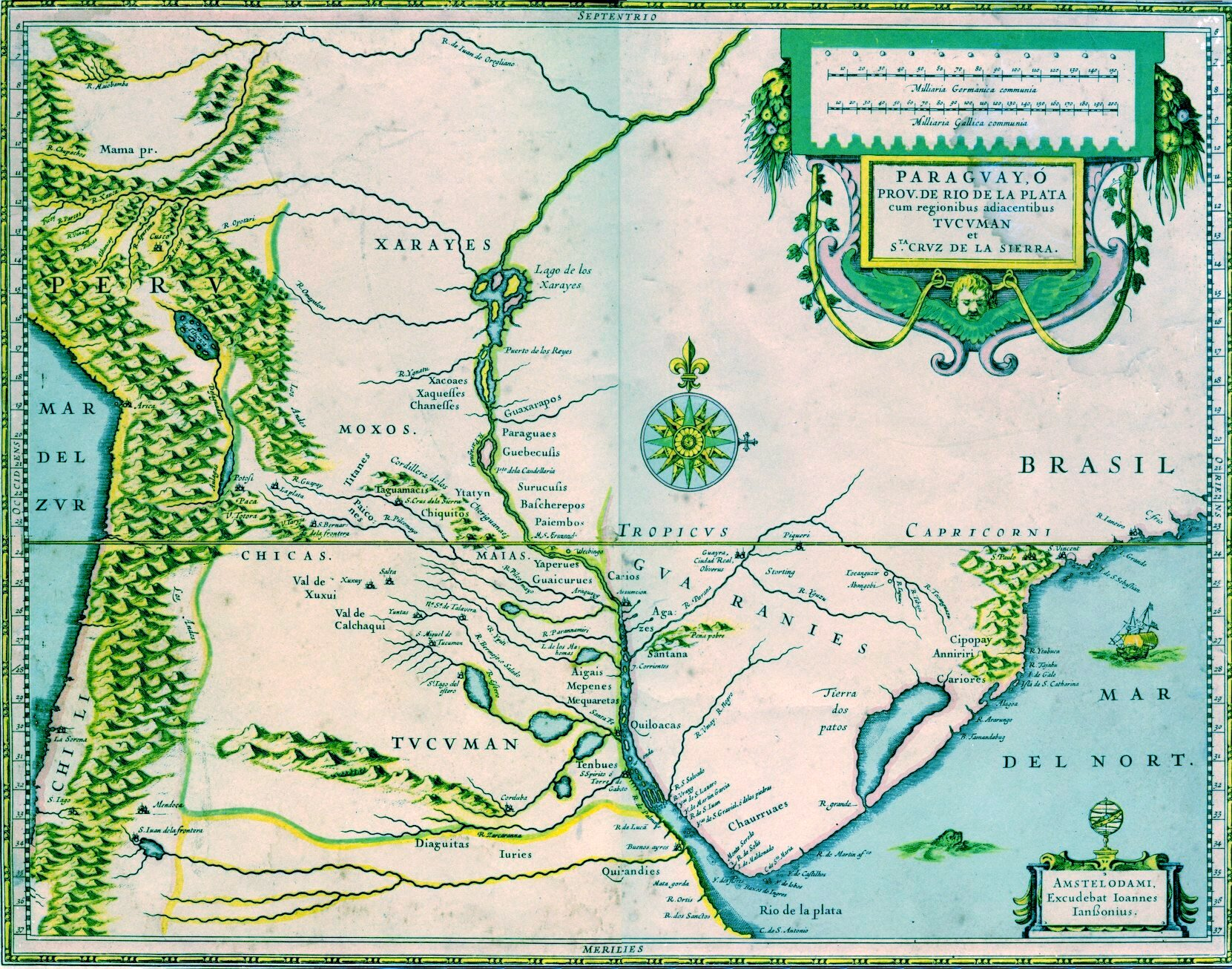
El Virreinato del Perú con la provincia de Charcas y las gobernaciones autónomas del Tucumán y del Río de la Plata y Paraguay con sus tenencias de gobierno del Guayrá y Santiago de Jerez (en un mapa de 1600).

- Francisco de Melo Coutinho y Carvalho (n. isla de Santa María de las Azores, ca. 1563) que se unió en matrimonio hacia 1584 con Leonor Hurtado de Mendoza (n. Portugal, ca. 1565) y de quien tuvo a Juan de Melo Coutiño y Hurtado de Mendoza (n. isla de Santa María de las Azores, ca. 1585), capitán y vecino encomendero de Asunción, y a Domingo de Melo Coutinho y Hurtado de Mendoza (n. isla de Santa María de las Azores, ca. 1587) que habían pasado hacia 1604 durante la unión dinástica luso-hispana a la gobernación del Río de la Plata y del Paraguay del Virreinato del Perú, y Domingo se uniera en matrimonio con María de Ávila Salazar (n. ca. 1589) para concebir a Antonio Hurtado de Melo Coutinho y Ávila Salazar (n. Asunción, 1605), capitán, vecino encomendero de Buenos Aires y regidor de la misma, en donde se casó en segundas nupcias el 30 de diciembre de 1642 con Leonor de Rivera y Linares (n. Buenos Aires, e/ enero y 15 de abril de 1625) —cuyo padre era el depositario general Antonio de Bernalte de Linares Romero y Rebolledo (n. Jerez de la Frontera, España, ca. 1585), y su esposa Beatriz de Rivera y León (n. ca. 1590), era la madre— y fruto de dicho enlace hubo tres hijos y una hija: Jerónimo, Juan, Antonio y Juana de Rivera y Linares de Melo Coutinho (Buenos Aires, e/ enero y 28 de marzo de 1644-ib., 1730) que se enlazaría en Buenos Aires el 28 de enero de 1662 con su tío segundo Simón de Melo Coutinho y Gómez de Saravia (Buenos Aires, e/ agosto y 19 de noviembre de 1627-1694), un nieto de Juan de Melo Coutinho y Carvalho.

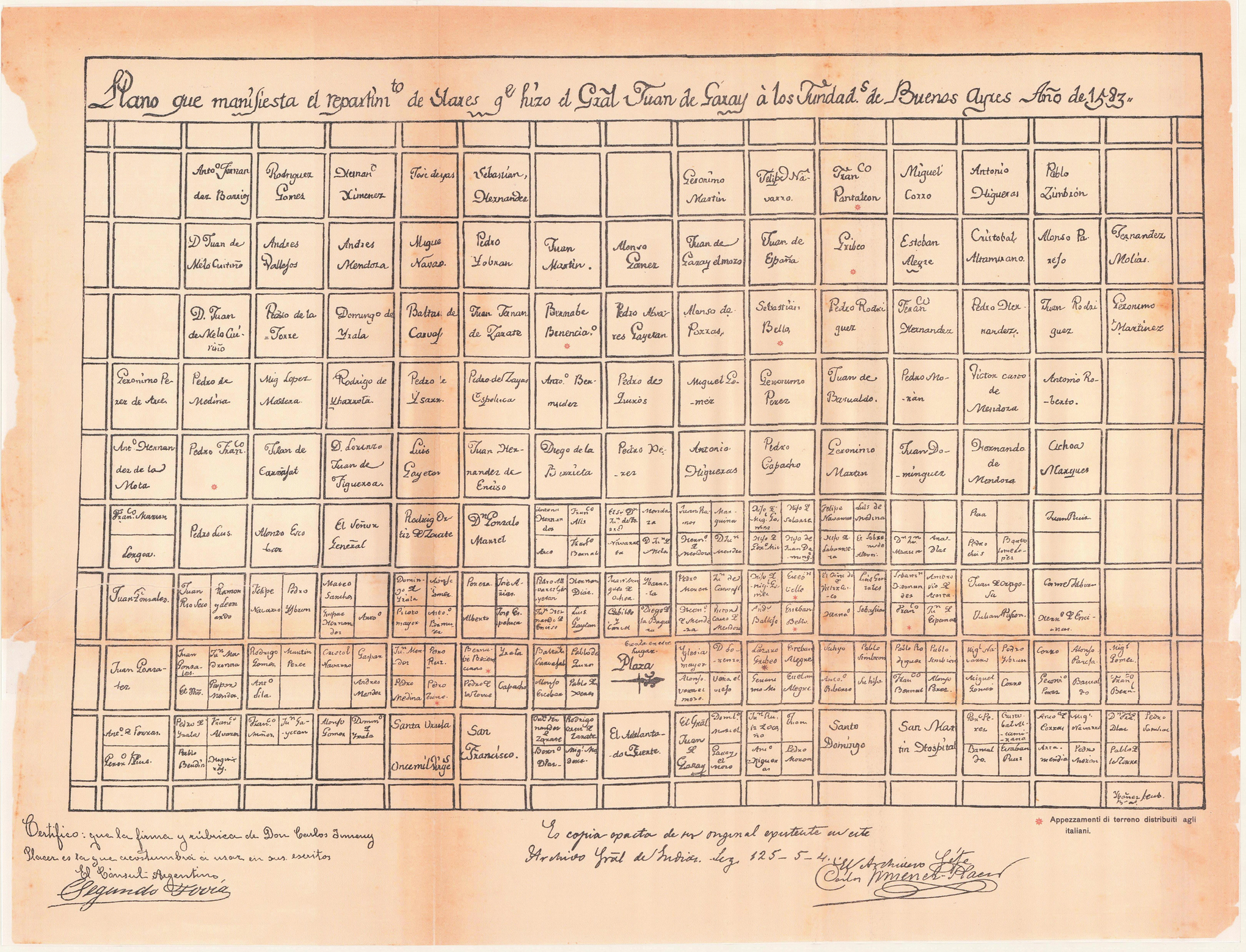
La ciudad de Buenos Aires con las dos manzanas de tierra de Juan de melo Cuitiño (en el ángulo superior izquierdo del plano, el cual fuera realizado en 1583 por el gobernador y fundador Juan de Garay, según Leyes de Indias de 1580).

- Juan de Melo Coutiño y Carvalho (Villa del Espíritu Santo, 1571-Buenos Aires, gobernación del Río de la Plata, 1601) que zarpó del Brasil con 10 años de edad a mediados de 1581 con su tía paterna Yomar de Melo y su marido el licenciado Ruano Téllez rumbo a la provincia de Charcas, para residir en la villa de La Plata desde junio de 1582, en donde Juan se casó el 7 de mayo de 1590 con Juana Holguín de Ulloa, una hija del alcalde Martín de Almendras y Ulloa y de su esposa Constanza de Orellana Holguín, y nieta del conquistador español Pedro Álvarez Holguín, primer teniente de gobernador general del Cuzco en 1541.

3) - Se habría amancebado con Antonia de Escobar (n. ca. 1555), una hermana de Francisco de Escobar Ortiz que era poseedor de dos ingenios azucareros en la isla de San Sebastián, y tuvo al menos cinco hijos bastardos:
- Federico de Melo Coutinho (Capitanía del Espíritu Santo, ca. 1585-São Paulo, 28 de enero de 1633) que era un fidalgo paulista que ejerció en 1624 el cargo de capitán de ordenanza de la villa de São Paulo, en donde se casó hacia 1625 con María Luiz Grou, una hija de Simão Álvares Martins, con quien junto al bandeirante Antonio Raposo Tavares y sus 2900 hombres en 1628 asolaron a las misiones jesuíticas de la provincia española de Guayrá, en la entonces gobernación del Paraguay que formaba parte del Virreinato del Perú, consiguiendo la anexión de territorios a la Corona portuguesa. En 1632 ocuparía el cargo de juez ordinario paulista hasta su deceso. Recibió el título de fidalgo.

- Manuel de Melo Coutinho (n. ca. 1590) que también formó parte junto a su hermano de la bandeira de 1628.

- Pedro de Melo Coutinho (Espíritu Santo, ca. 1592-descampado brasileño, 1654) que se mudó a São Paulo y allí se casó con María de Pinha, una hija de Mateo Luiz Grou, y de quien tuvo descendencia. Al igual que sus hermanos formó parte de la bandeira de 1628.

- Diego Coutinho de Melo (Vitória del Espíritu Santo, ca. 1594-hacienda Ajapi de la villa de Santana de Parnaíba, capitanía de San Vicente, 15 de septiembre de 1654) que fuera un militar que llegó al grado de capitán y se había unido en matrimonio con Agostinha Rodrigues pero dicho enlace no le dejó sucesores. Una vez enfermo testó el 5 de agosto de 1654 ante el hermano de su esposa que era el escribano Domingos Jorge Velho.

- María Coutinho (n. ca. 1596) que se casó con Pedro Fernandes Coelho (n. ca. 1590).